# HD148542
HD148542 — хімічно пекулярна зоря спектрального класу A2, що має видиму зоряну величину в смузі V приблизно  6,0.
Вона  розташована на відстані близько 598,5 світлових років від Сонця.

## Фізичні характеристики
Зоря HD148542 обертається 
досить швидко 
навколо своєї осі. Проєкція її екваторіальної швидкості на промінь зору становить  Vsin(i)= 97км/сек.
Телескоп Гіппаркос зареєстрував фотометричну змінність  даної зорі з періодом    2,63 доби в межах від  Hmin= 6,08 до  Hmax= 6,05.